# Câmbio fixo

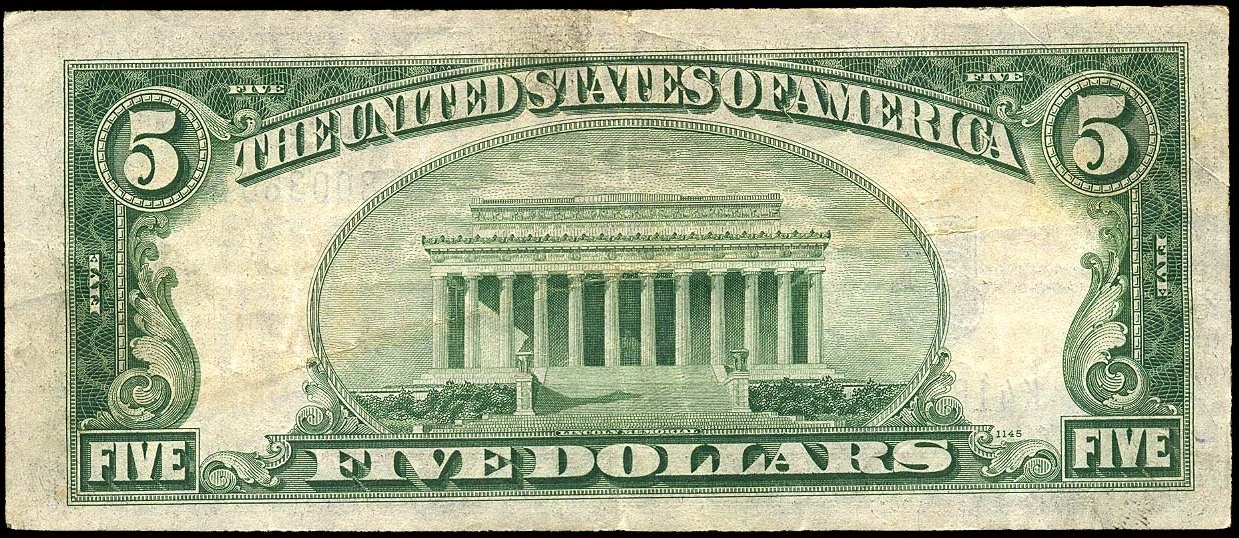
A moeda norte-americana é historicamente utilizada como lastro para o câmbio de diversos países

Câmbio fixo é um instrumento de política econômica que consiste na fixação da taxa de câmbio, ou seja, o preço de uma dada moeda em termos de outra. Nesse caso, o governo determina a cotação da moeda local em relação a uma moeda ou lastro de referência. Essa política monetária pode ser feita diretamente pelo Banco Central do país, ao determinar um lastro para a moeda nacional, ou ainda através do estabelecimento de um Currency Board ou Conselho Monetário.

## História do câmbio fixo
O primeiro regime de câmbio fixo amplamente adotado na história econômica ocidental foi o padrão ouro, que vigorou de 1870 até o período entre guerras. O padrão ouro determinava que as moedas dos países tinham um valor de troca (câmbio) fixo determinado pelo governo com relação ao ouro. Nesse sentido, por exemplo, enquanto a taxa de câmbio estabelecida por um determinado governo permanecesse a mesma (fixa), qualquer pessoa poderia trocar aquela moeda por ouro, de acordo com o valor pré-estabelecido. Isso impunha ao governo restrições em sua política fiscal, tendo em vista que a confiança dos atores econômicos na credibilidade da promessa do governo de converter a moeda por ouro era fundamental para a manutenção do padrão ouro. Dessa forma, déficits excessivos deveriam ser evitados, pois um governo demasiadamente endividado representaria uma incerteza aos atores econômicos, que passariam a dúvidar da credibilidade da promessa do governo de converter a moeda nacional em ouro na taxa de câmbio pré-determinada, o que geraria ataques especulativos.
Durante a Primeira Guerra Mundial, a paridade entre o ouro e a moeda das principais economias mundiais foi interrompida por conta das dificuldades relaciondas ao conflito. Com o término da guerra, houve o retorno gradual à paridade, mas a Inglaterra, que era até então a principal mantenedora do padrão ouro, passa a enfrentar problemas de déficits comerciais, colocando a credibilidade do padrão ouro em cheque. Além disso, nem todos países conseguem recuperar a estabilidade econômica que possuíam antes da guerra, incluindo economias centrais como os Estados Unidos, que entram em crise em 1929, e a Alemanha, que enfrenta a hiperinflação durante os anos 1930. Com essa instabilidade econômica, o padrão ouro é definitivamente abandonado com o advento da Segunda Guerra Mundial em 1939.
Após 1945, com a predominância dos Estados Unidos na economia internacional, passa a vigorar o padrão ouro-dólar, estabelecido na Conferência de Bretton Woods, segundo o qual as moedas das principais economias têm um valor de câmbio fixo com relação ao dólar norte-americano e este, por sua vez, possui valor fixo com relação ao ouro. Este padrão vigora até 1972, quando os Estados Unidos no governo de Richard Nixon, após enfrentar déficits comerciais sucessivos, decide abandonar o padrão ouro. Com o rompimento do regime monetário internacional definido em Bretton Woods, a maior parte das moedas internacionais passou a adotar o regime de câmbio flutuante, o que gerou certa instabilidade e especulação.
Nos países em desenvolvimento, o regime de câmbio fixo foi adotado durante a segunda metade do século XX a fim de obter maior estabilidade e previsibilidade para sua política monetária. O Brasil adotou o câmbio fixo entre 1964 e 1968, em 1986 e novamente durante o Plano Real entre 1994 e 1999, enquanto a Argentina o fez entre 1967 e 1970, 1979 e 1980 e finalmente entre 1991 e 2001. Nessas ocasiões, a imensa maioria desses países adotou o dólar como referência para o seu câmbio. O regime cambial fixo, entretanto, perdeu prestígio desde a década de 1990 para o regime de  Câmbio Flutuante, interpretado como mais resistente a especulações pelos formuladores de política econômica. Em 2008, cerca de 90 países já adotavam o regime de câmbio flexível.

## O plano real no Brasil
No Brasil, esse instrumento foi utilizado com uma variante chamada Banda Cambial (Câmbio atrelado), durante a implementação do Plano Real, até 1999. A Banda Cambial é um sistema misto, onde o valor do real era então fixado em relação ao dólar norte-americano dentro de uma faixa de câmbio estritamente variável, para efeito de conversão, com o objetivo de conter a inflação.
 O real entrou em vigor em julho de 1994, quando um dólar era vendido por R$0,91 centavos.  O Brasil manteve seu câmbio fixo até 11 de janeiro de 1999, quando passou a adotar o regime de câmbio flutuante, posteriormente combinado ao regime de metas de inflação.